# Brycinus taeniurus
Brycinus taeniurus är en fiskart som först beskrevs av Günther, 1867.  Brycinus taeniurus ingår i släktet Brycinus och familjen Alestidae. IUCN kategoriserar arten globalt som livskraftig. Inga underarter finns listade.